# Scrutin majoritaire plurinominal
Pour un article plus général, voir Système électoral.
Le scrutin majoritaire plurinominal est un système électoral dans lequel plusieurs personnes sont élues au cours d'un même scrutin (scrutin plurinominal) et où les candidats ayant obtenu le plus de voix sont élus (scrutin majoritaire).
Il s'oppose au scrutin uninominal, dans lequel une seule personne est élue, et au scrutin proportionnel de liste, dans lequel les sièges sont répartis entre les listes proportionnellement au nombre de voix obtenues.
Il existe plusieurs formes de scrutin plurinominal majoritaire : les candidats peuvent se présenter seuls ou sur une liste, les listes peuvent être ouvertes ou bloquées, le scrutin peut comporter un seul ou plusieurs tours.

## Candidatures isolées
Au scrutin plurinominal majoritaire à candidatures isolées, chaque candidat se présente individuellement.
Les électeurs peuvent disposer :
- d'une seule voix (vote unique non transférable) ;
- d'un nombre de voix inférieur au nombre de sièges à pourvoir (vote limité) ;
- d'un nombre de voix égal au nombre de sièges à pourvoir (vote cumulatif) ;
- de points qu'ils peuvent distribuer entre les candidats (cas général du vote cumulatif).

Le scrutin peut comporter un seul tour : les candidats ayant obtenu le plus de voix sont élus. Alternativement, il peut comporter plusieurs tours. Pour chaque tour de scrutin, les règles électorales prévoient les conditions pour être élu (majorité absolue, qualifiée, ou relative), et, dans le cas où tous les sièges ne sont pas pourvus, les conditions pour se maintenir au tour suivant (en termes de rang, de part des suffrages exprimés, ou de part des électeurs inscrits). Les règles électorales prévoient souvent un nombre limité de tours de scrutin : lors du dernier tour, les candidats ayant obtenu le plus de voix sont élus.
Ce système est dit pré-proportionnel ou semi-proportionnel. La règle majoritaire s'applique, mais plusieurs candidats sont élus, qui peuvent être de tendances différentes. Il en résulte un plus grand pluralisme qui rapproche le résultat de celui d'un scrutin proportionnel.

## Scrutin de liste majoritaire
Au scrutin de liste majoritaire, les candidats se présentent sur une liste bloquée, dite aussi « ticket électoral ». Les électeurs votent pour une seule liste. La liste gagnante remporte la totalité des sièges.
Les règles et les effets de ce système sont similaires à ceux du scrutin uninominal majoritaire, à la différence que les candidats sont des listes et non des personnes.
Comme pour le scrutin uninominal majoritaire, le scrutin peut comporter un ou plusieurs tours de scrutin.

## Panachage
Le panachage est une modalité intermédiaire entre les candidatures isolées et le scrutin de liste majoritaire.
Les candidats se présentent sur une liste ouverte, mais des candidatures isolées peuvent être permises. Les électeurs peuvent voter pour une liste déjà constituée, ou composer et ordonner leur propre liste dans les limites fixées par les règles électorales. Ils peuvent rayer des noms sur une liste, voter pour des candidats de plusieurs listes, ou ajouter les noms de personnes extérieures. Les candidats ayant obtenu le plus de suffrages sont élus.
Ce système est également pré-proportionnel.